# Zawada (Stanclewo)
Zawada (niem. Sawadden) – część wsi Stanclewo w Polsce, położona w województwie warmińsko-mazurskim, w powiecie olsztyńskim, w gminie Biskupiec.
W latach 1975–1998 Zawada administracyjnie należała do województwa olsztyńskiego.